# グザヴィエ・ベルトラン

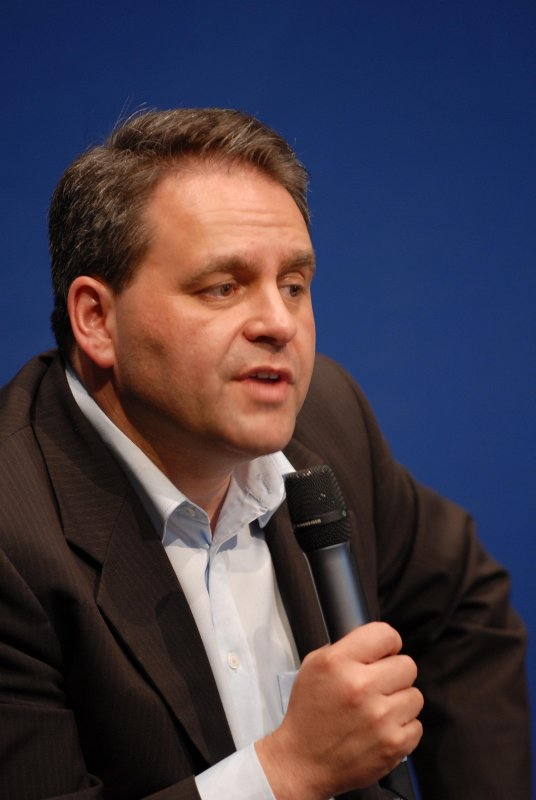
グザヴィエ・ベルトラン（2007年8月）

グザヴィエ・ベルトラン（Xavier Bertrand、1965年3月21日 - ）は、フランスの政治家。現在、オー＝ド＝フランス地域圏知事。共和党所属。マルヌ県シャロン＝シュル＝マルヌ（現在のシャロン＝アン＝シャンパーニュ）出身。元サン＝カンタン市長。

## 来歴
2002年下院国民議会議員に当選する。2004年ジャン＝ピエール・ラファラン内閣の保健担当閣外相を経て、2005年ドミニク・ガルゾー・ド・ビルパン内閣の保健・社会連帯相（厚生大臣）に就任した。2007年フランソワ・フィヨン内閣では、労働・保険・連帯相に就任した。
2008年12月末労働・保険・連帯相を離職し、2009年1月から、2010年まで国民運動連合（UMP）党首となった。2010～2012年、再度、厚生大臣をつとめた。
2022年10月、自身が代表を務める政治団体「Nous France」（我々フランス）を正式に立ち上げたが、現時点では共和党から離党する意図を表明してはいない。